# Fredrik Olaus Lindström
Fredrik Olaus Lindström, född 21 mars 1847 i Stockholm, död 6 november 1919 i Stockholm, var en svensk konstnär och arkitekt. Han var morfar till Signe Hasso.
Lindström studerade vid Konstakademien 1865–1873 och var verksam som miniatyrmålare och skulptör. Han utförde bland annat en porträttmedaljong (1908) föreställande Wilhelm von Schwerin och är representerad i Norrköpings Konstmuseum. 
Mest känd är han som arkitekt, där han var verksam i Stockholm 1876–1888, i Umeå (som stadsarkitekt) 1888–1893, i Gävle 1893–1897, därefter åter i Stockholm. 
Efter stadsbranden i Umeå 1888 anställdes han som stadsarkitekt för att leda återuppbyggnaden av staden. I den nye stadsarkitektens uppgifter ingick att upprätta förslag till stadsplan och att granska ritningar. Vidare hörde till uppdraget att gestalta stadens offentliga byggnader. Arbetsbördan blev för stor för Lindström och efter några år flyttade han med familjen tillbaka till Stockholm. Han är begravd på Norra begravningsplatsen utanför Stockholm.

## Verk i urval
- Östgöta enskilda bank, Linköping 1877–1879.
- Reinholdska huset (Bonnierhuset), Stockholm 1880–1882.
- Villa Ådala, Linköping
- Lundbergska huset (med Vasateatern), Stockholm 1883–1885.
- Rådhuset, Umeå 1890–1892.
- Umeå stads kyrka, 1892–1894.
- Riksbankshus, Umeå 1900–1901.
- Riksbankshus, Luleå 1900–1903.
- Vindelns kyrka, 1901–1903.
- Riksbankshus (med post och telegraf), Falun 1902.
- Riksbankshus, Linköping 1903.
- Riksbankshus, Karlskrona 1903–1904.
- Stadshotell i Luleå, 1904 (tillsammans med Karl August Smith)
- Blixten 6, Norra Strandgatan 62-66, bostadshus i Jönköping, 1905
- Telegrafverkets hus, Helsingborg 1907.
- Oscars församlingshus, Stockholm 1908.
- Sparbanken i Karlskrona, 1911–1914.
- Post- och telegrafverksbyggnad i Borås 1913.
- Telegrafverkets hus, Karlshamn 1913.
- Karlavägen 43 i Stockholm (tillsammans med Karl August Smith, rivet 1964).

## Bilder

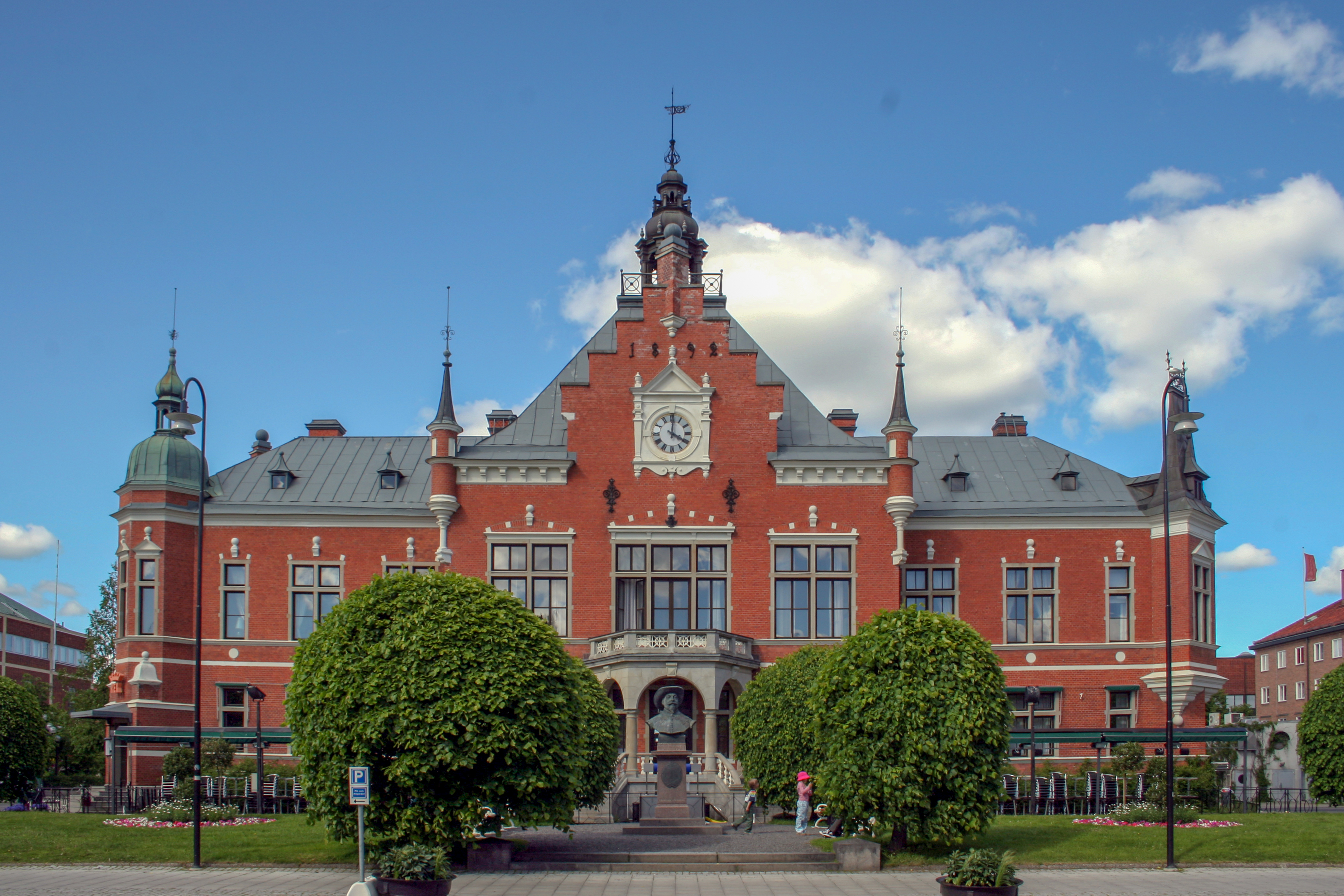
Rådhuset i Umeå
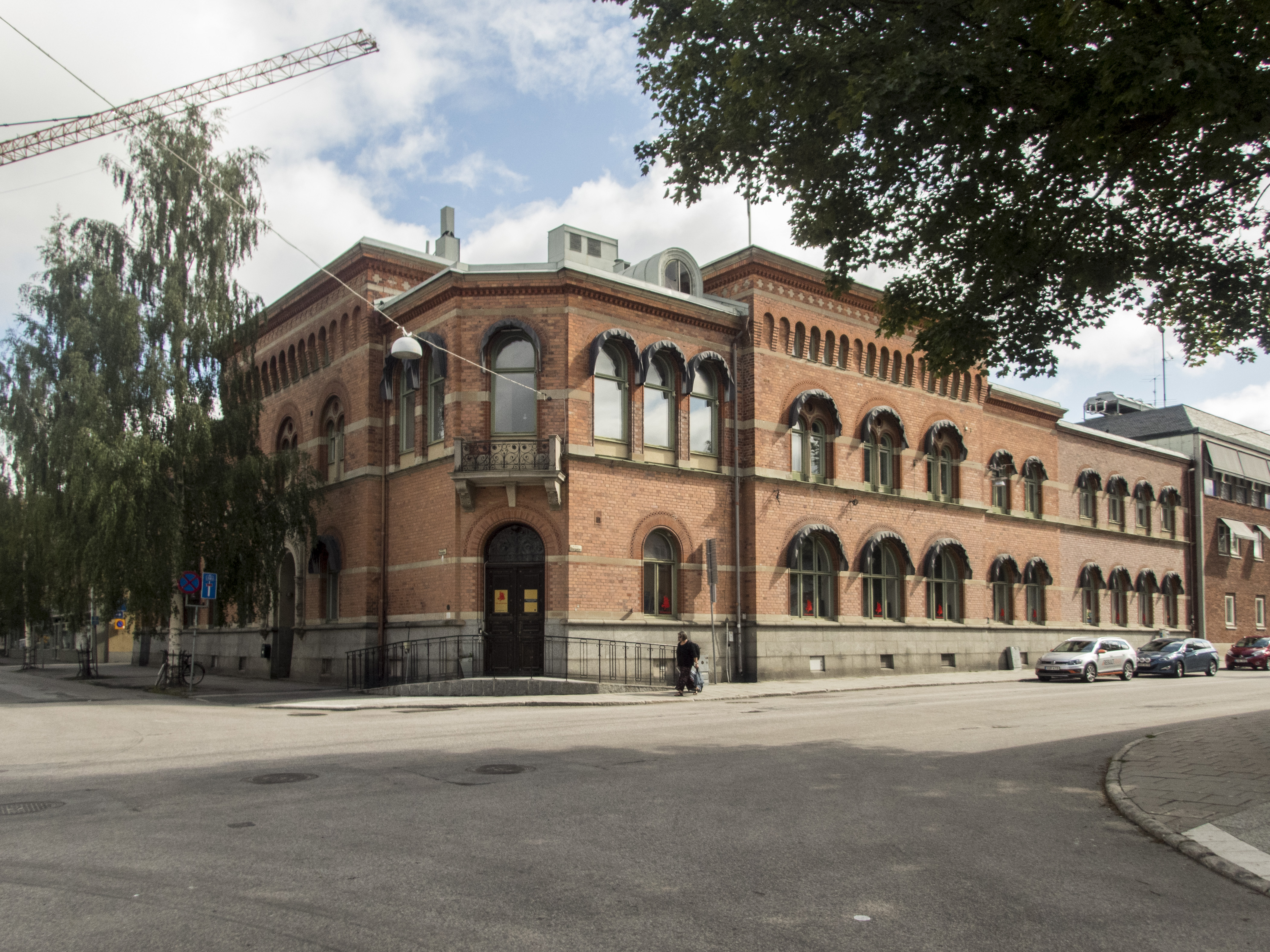
Riksbanken Umeå
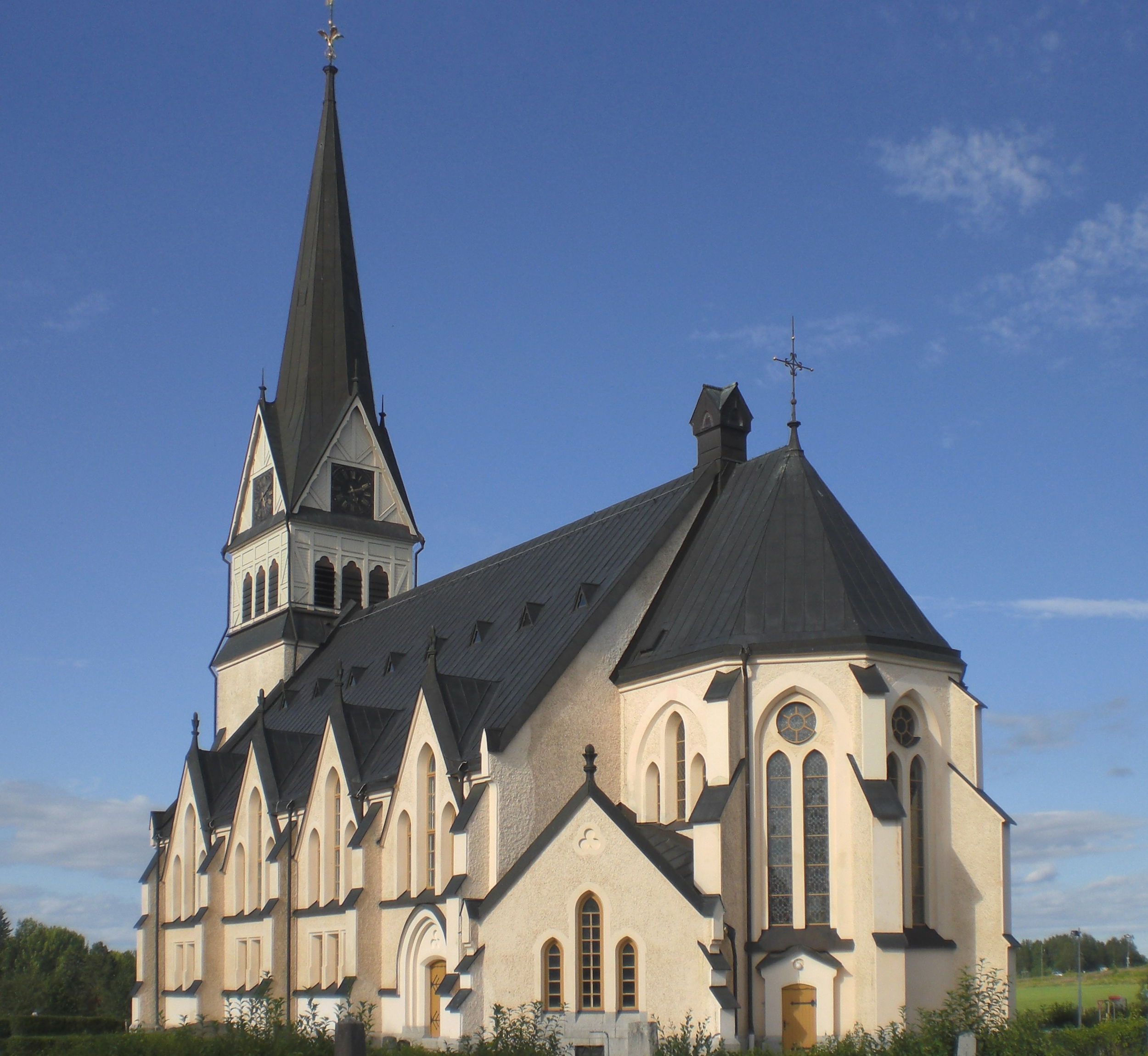
Vindelns kyrka
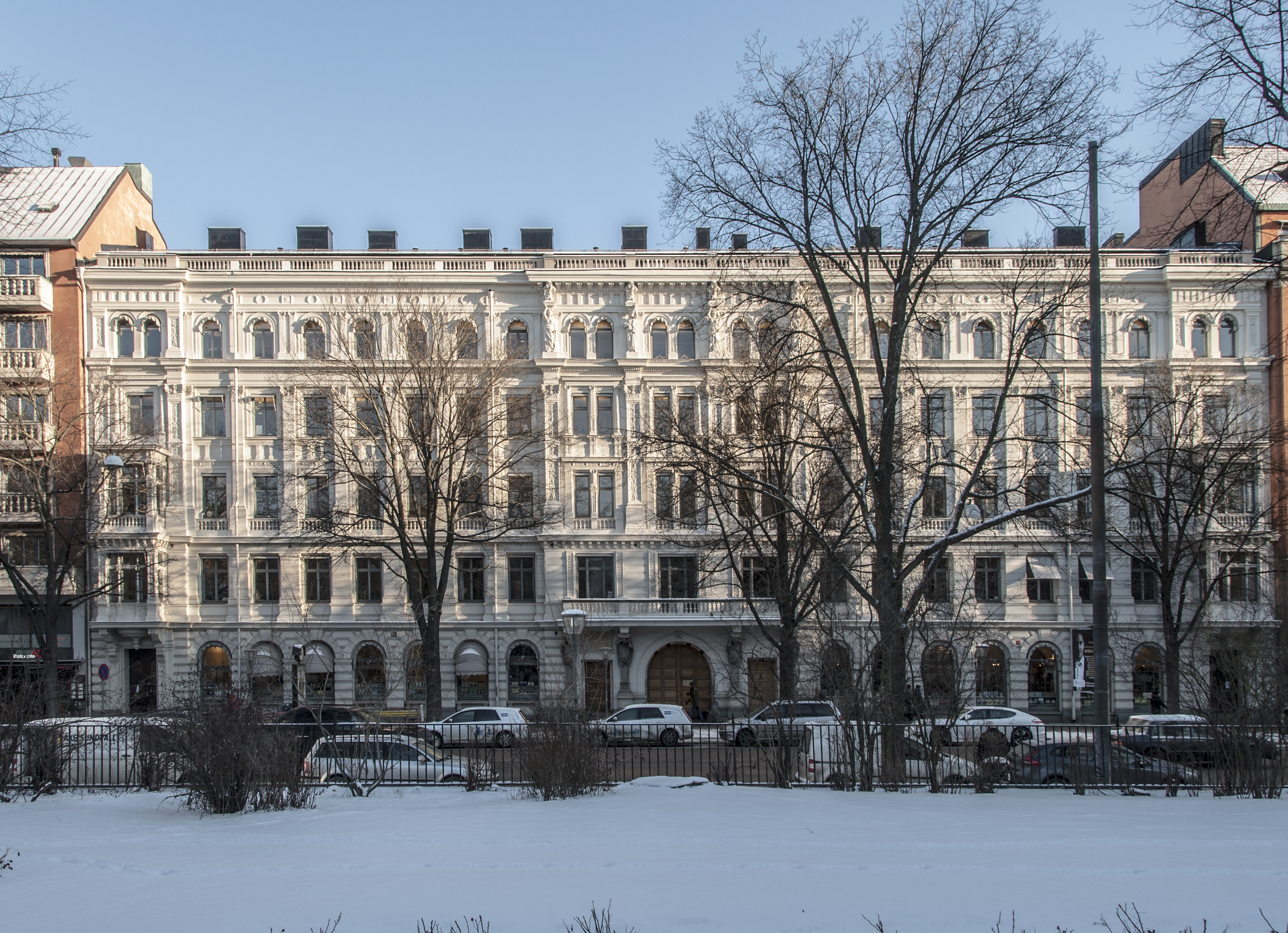
Bonnierhuset, Stockholm
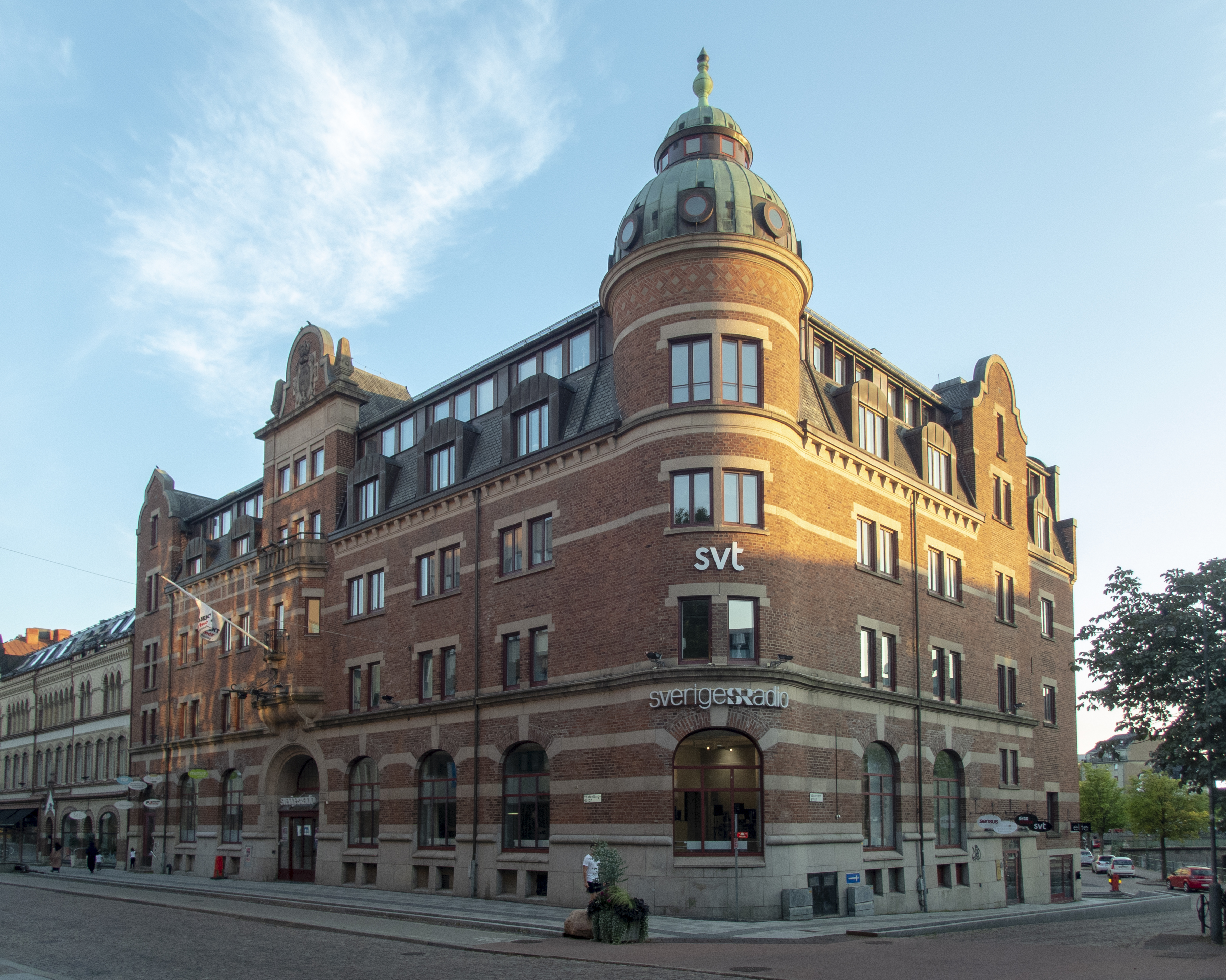
Post- och telegrafhus, Borås